# John Mortelmans
Pour les articles homonymes, voir Mortelmans.
John Mortelmans, né le 14 août 1910 et décédé le 10 avril 1983, est un joueur et entraîneur de football belge. Il joue durant toute sa carrière comme défenseur à l'Antwerp, avec lequel il remporte deux titres de champion de Belgique et termine trois fois vice-champion.

## Carrière
John Mortelmans intègre le noyau du Royal Antwerp Football Club en 1926. Durant ses deux premières années au club, il ne dispute que deux rencontres amicales. En 1928, un conflit parmi les dirigeants força l'équipe à jouer avec de jeunes joueurs et en dehors de son stade. Malgré ces conditions difficiles, le club parvient à forcer un test-match face au Beerschot pour l'attribution du titre. L'Antwerp l'emporte et fête ainsi le premier titre de champion de son histoire. La saison suivante, la réconciliation entre les dirigeants permet le retour d'anciens joueurs et les jeunes sont moins souvent alignés. Le club termine vice-champion derrière le Cercle Sportif Brugeois à cause d'une défaite lors de l'ultime journée sur le terrain du Standard de Liège. Cette déception est vite digérée grâce à un nouveau titre de champion décroché en 1931. À partir de la saison qui suit, John Mortelmans devient un titulaire à part entière dans la défense anversoise mais le club échoue deux années de suite à la deuxième place du classement. Jusqu'à sa retraite sportive en 1937, le joueur ne remportera plus de trophée avec l'Antwerp.
Après la Seconde Guerre mondiale, John Mortelmans se reconvertit dans le métier d'entraîneur. En 1952, il prend en charge le KVK Waaslandia Burcht, un club de première provinciale anversoise. Pour sa première saison au club, il remporte le titre provincial et permet à l'équipe d'accéder à la Promotion, le quatrième niveau national, pour la première fois de son histoire. Deux ans plus tard, le club remporte sa série et est promu en Division 3. Cette ascension rapide connaît cependant un coup d'arrêt, le club terminant dernier pour sa première saison au troisième niveau national, une place synonyme de relégation. Après une année de retrait, John Mortelmans est nommé entraîneur du KSK Beveren en 1957. En deux saisons, il ne parvient pas à faire mieux qu'une douzième place en troisième division. Il est remplacé en 1959 par Willem Raetinckx et quitte ensuite le monde du football.

## Palmarès

### Joueur
- 2 fois champion de Belgique en 1929 et 1931 avec le Royal Antwerp Football Club.

### Entraîneur
- 1 fois champion de Belgique de Promotion en 1955 avec le KVK Waaslandia Burcht.

## Statistiques
| Saison                | Club                  | Championnat           | Championnat | Championnat | Coupe(s) nationale(s) | Coupe(s) nationale(s) | Total | Total |
| Saison                | Club                  | Division              | M.          | B.          | M.                    | B.                    | M.    | B.    |
| 1928-1929             | R. Antwerp FC         | Division 1            | 24          | 0           | 0                     | 0                     | 24    | 0     |
| 1929-1930             | R. Antwerp FC         | Division 1            | 7           | 2           | 0                     | 0                     | 7     | 2     |
| 1930-1931             | R. Antwerp FC         | Division 1            | 12          | 3           | 0                     | 0                     | 12    | 3     |
| 1931-1932             | R. Antwerp FC         | Division 1            | 0           | 0           | 0                     | 0                     | 0     | 0     |
| 1932-1933             | R. Antwerp FC         | Division 1            | 22          | 1           | 0                     | 0                     | 22    | 1     |
| 1933-1934             | R. Antwerp FC         | Division 1            | 20          | 2           | 0                     | 0                     | 20    | 2     |
| 1934-1935             | R. Antwerp FC         | Division 1            | 23          | 0           | 3                     | 0                     | 26    | 0     |
| 1935-1936             | R. Antwerp FC         | Division 1            | 26          | 0           | 0                     | 0                     | 26    | 0     |
| 1936-1937             | R. Antwerp FC         | Division 1            | 21          | 0           | 0                     | 0                     | 21    | 0     |
| Total sur la carrière | Total sur la carrière | Total sur la carrière | 155         | 8           | 3                     | 0                     | 158   | 8     |